# Corsaro
«Корсаро» (італ. Corsaro) — ескадрений міноносець типу «Сольдаті» (2-га серія) Королівських ВМС Італії за часів Другої світової війни.

## Історія створення
Ескадрений міноносець «Корсаро» був закладений 23 січня 1941 року на верфі Odero-Terni-Orlando в Ліворно. Спущений на воду 16 листопада 1941 року, вступив у стрій 15 травня 1942 року.

## Історія служби
Після вступу у стрій та початкової бойової підготовки 20 серпня 1942 року ескадрений міноносець «Корсаро» разом з однотипним «Веліте» був зарахований до складу 17-ї ескадри.
Основною задачею італійського флоту у той період був захист комунікацій. 3 серпня есмінець вийшов у складі ескорту конвою з Бриндізі в Бенгазі. Наступного дня він покинув конвой, щоб доставити вантаж бензину в Наварин, після чого нагнав конвой, і разом з есмінцями «Фречча» та «Леджонаріо» відбивав повітряні атаки союзників.
Під час операції «П'єдестал», коли були пошкоджені торпедами крейсери «Больцано» та «Муціо Аттендоло», есмінці «Корсаро» та «Каміча Нера» супроводжували крейсери «Горіція» і «Трієсте» в Мессіну, а потім повернулись, щоб прикрити повернення в Мессіну пошкодженого «Муціо Аттендоло», торпедованого британським підводним човном «Анброукен».
6 вересня «Корсаро» відбив повітряні атаки при супроводі чергового конвою.

#### Загибель
8 січня 1943 року «Корсаро» (під командуванням капітана 2-го рангу Ферруччо Ферріні) та «Маестрале» вийшли з Неаполя, супроводжуючи в Бізерту транспорт «Інес Коррадо». О 20:00 наступного дня, приблизно за 40 миль від пункту призначення, «Маестрале» підірвався на міні.
«Корсаро» намагався підійти до «Маестрале», щоб надати допомогу, але о 20:07 сам підірвався на міні (як виявилось після війни, міни були поставлені мінним загороджувачем «Абдель»). Вибухом заклинило стерно, корабель накренився. Під дією сильного вітру він почав дрейфувати і незабаром підірвався на другій міні. О 20:16 «Корсаро» затонув. Загинули чи зникли безвісті 187 членів екіпажу корабля.